# Chemmumiahpet
Chemmumiahpet é uma vila no distrito de Cuddapah, no estado indiano de Andhra Pradesh.

## Demografia
Segundo o censo de 2001, Chemmumiahpet tinha uma população de 31 416 habitantes. Os indivíduos do sexo masculino constituem 51% da população e os do sexo feminino 49%. Chemmumiahpet tem uma taxa de literacia de 65%, superior à média nacional de 59,5%, sendo de 73% entre homens e 56% entre mulheres. 12% da população está abaixo dos 6 anos de idade.